# セレクトスクエア
セレクトスクエア（SELECT SQUARE）は、2001年に丸紅株式会社が新規事業として開始したアパレル衣料・バッグ・小物を取り扱うEC（イーコマース）サイトである。当初は、シップス、トゥモローランド、ジャーナルスタンダードの3ショップの出店から始まり、現在は50以上のセレクトショップ・800以上のブランド・10,000アイテムを取り扱っている。

## 沿革
- 2001年2月 - 丸紅の新規事業としてセレクトスクエア事業開始
- 2004年4月 - 当時丸紅の社員であった属健太郎（前社長）が事業の責任者に就任
- 2006年7月 - docomo・au・Vodafone（現Softbank）に公式サイトをオープン
- 2007年7月 - 現社長が丸紅に対してMBO（マネジメントバイアウト）を行い、株式会社セレクトスクエアを設立。
- 2007年9月 - 丸紅から独立。
- 2012年6月 - 株式会社高島屋との資本業務提携を機に、高島屋の連結子会社となる。

## 出店ショップ一覧
- Adam et Rope'アダム　エ　ロペ
- ANNEBRAアンブラ
- aquagirlアクアガール
- BEAUTY & YOUTHビューティーアンドユース　ユナイテッドアローズ
- BEN DAVISベン　デービス
- BIRKENSTOCKビルケンシュトック
- BODY WILDボディーワイルド
- brontibayparisブロンティベイパリス
- カルバン・クライン　アンダーウエア
- coenコーエン
- crostyleBEAUTYクロスタイルビューティby TBC
- Edificeエディフィス
- FREAK'S STOREフリークスストア
- FRED PERRYフレッドペリー
- FURLAフルラ
- Harrissハリス
- IENAイエナ
- INEDイネド
- Jewel Changesジュエルチェンジズ
- JOHN SMEDLEYジョンスメドレー
- JOURNAL STANDARDジャーナルスタンダード
- LAUTREAMONTロートレアモン
- LE SOUKルスーク
- le.coeur blancル　クールブラン
- MACKINTOSH PHILOSOPHYマッキントッシュ フィロソフィー
- MAJESTIC LEGONマジェスティックレゴン
- MERVEILLE H.メルベイユアッシュ
- nano universeナノ ユニバース
- NIMESニーム
- Odette e Odileオデット　エ　オディール
- robitaロビータ
- ROPE'ロペ
- SELECT SQUARE EDITIONセレクトスクエアエディション
- SHIPSシップスメンズ
- SHIPS for women　シップスウィメン
- SHIPS KIDS　シップスキッズ
- STRASBURGOストラスブルゴ
- TOMORROWRAND(men's)トゥモローランドメンズ
- TOMORROWRAND(women's)トゥモローランドウィメンズ
- TOPKAPIトプカピ
- ユナイテッドアローズ
- ユナイテッドアローズ グリーンレーベル リラクシング　メン
- ユナイテッドアローズ グリーンレーベル リラクシング　ウィメン
- VICTORINOXビクトリノックス
- Westwood Outfittersウエストウッドアウトフィッターズ